# Jiggs and Maggie in Society
Pour le film de Reggie Morris de 1920, voir Jiggs in Society.
Pour plus de détails, voir Fiche technique et Distribution.
Jiggs and Maggie in Society est un film américain réalisé par Edward F. Cline, sorti en 1947. Il s'agit d'une adaptation du comics La Famille Illico de George McManus. 

## Fiche technique
- Titre : Jiggs and Maggie in Society
- Réalisation : Edward F. Cline
- Scénario : Barney Gerard et Edward F. Cline d'après le comics La Famille Illico de George McManus
- Photographie : L. William O'Connell
- Montage : Ace Herman (en)
- Pays d'origine : États-Unis
- Format : Noir et blanc - 1,37:1
- Genre : comédie et film musical
- Date de sortie : 1947

## Distribution
- Joe Yule : Jiggs
- Renie Riano (en) : Maggie Jiggs
- Tim Ryan : Dinty Moore
- Wanda McKay : Millicent Perker
- Lee Bonnell : Van De Graft
- Pat Goldin : Dugan
- Herbert Evans (en) : Jenkins
- June Harrison : Nora Jiggs
- Scott Taylor : Tommy
- Jimmy Aubrey : McGurk
- Constance Purdy (en) : Mme Kelsey Chelsea Blackwell
- Richard Irving : Henchman Al
- Betty Blythe : Mme Vacuum
- Dale Carnegie : Lui-même
- Arthur Murray : Lui-même
- Sheilah Graham (en) : Elle-même